# Cráneo de Steinheim

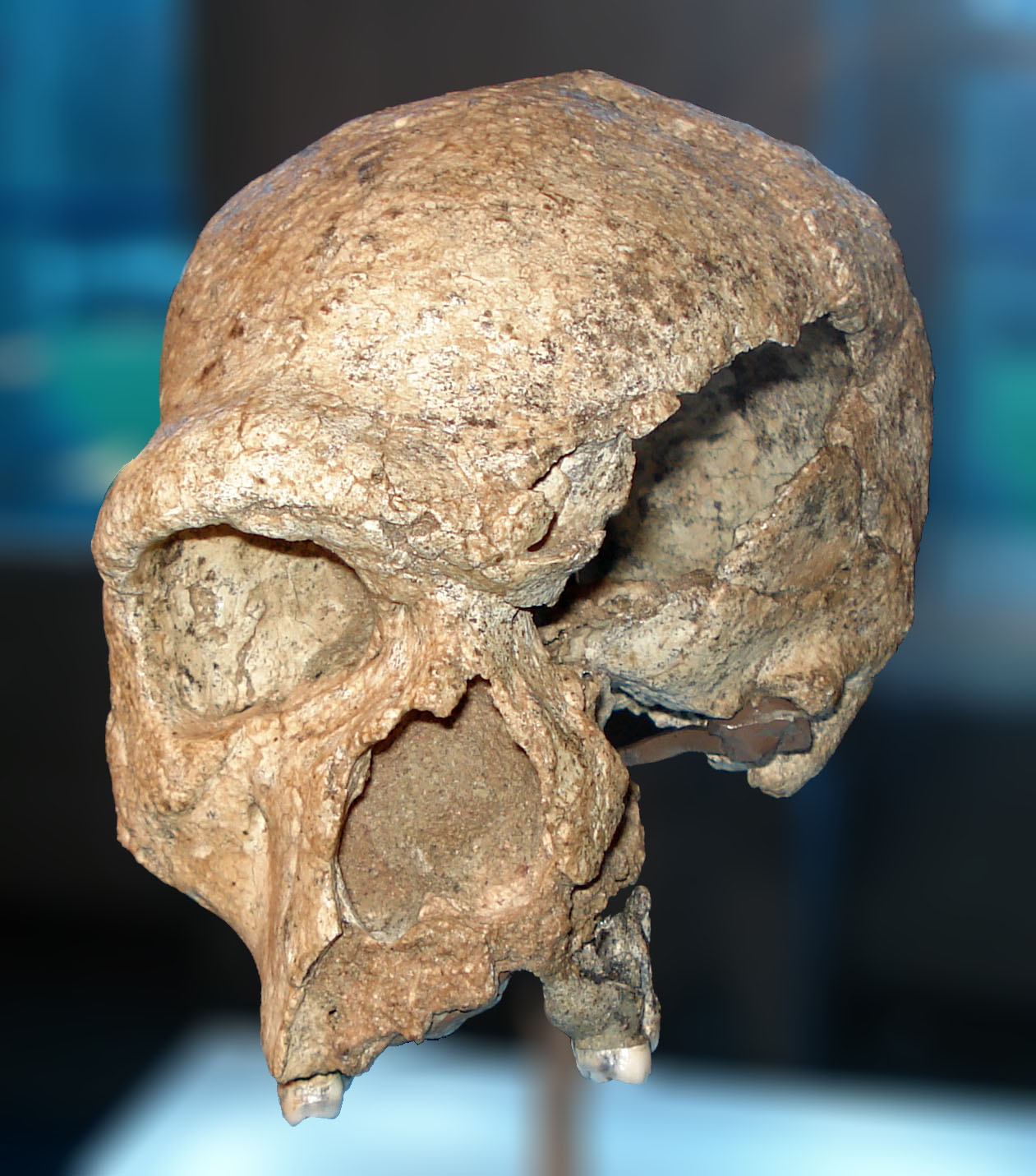
Calavera original y holotipo del H. steinheimensis.

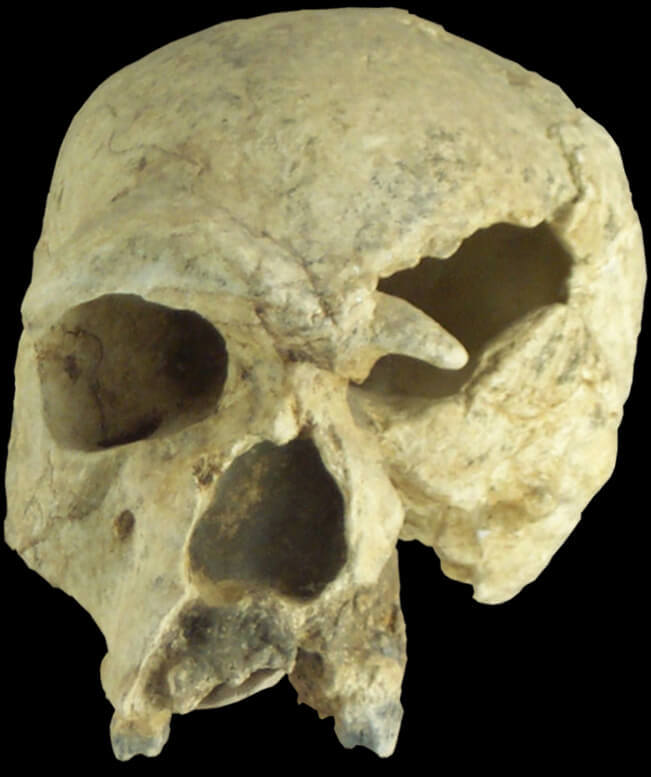
Réplica de la calavera del H. steinheimensis.

El cráneo de Steinheim es una calavera fosilizada de un arcaico Homo sapiens u Homo heidelbergensis encontrada en 1933 cerca de Steinheim an der Murr (20 km al norte de  Stuttgart, Alemania) junto a huesos de elefantes y rinocerontes.
Se cree que la calavera perteneció a una mujer de unos 25 años que vivió hace 250 000 a 350 000 años. La calavera está ligeramente achatada y se estima su capacidad craneal entre 1110 y 1200 cm³, aunque diversos estudios la otorgan un volumen de 1179 ±30 o 1270 ±10 cm³.